# 어윤태
어윤태(魚允泰, 1946년 5월 16일 ~ , 부산)는 대한민국의 기업인 출신 정치인이다. 기업인으로 LG그룹 고문을 지냈으며 제36·37·38대 부산 영도구청장을 역임했다.

## 학력
- 부산남고등학교 졸업
- 고려대학교 기계공학 학사
- 고려대학교 교육대학원 상담심리학 석사
- 순천향대학교 명예경영학 박사

## 경력
- 1973 금성사 입사
- 1985 ~ 1986 금성사 인사본부 본부장
- 1987 ~ 1992 럭키금성그룹 인력개발센터 이사
- 1993 ~ 1995 LG스포츠 LG트윈스단장 상무이사
- 1996 ~ 1998 LG스포츠 LG축구, 배구, 씨름단장 전무이사
- 1998 ~ 2000 LG레저 대표이사 전무
- 2000 ~ 2001 LG레저 대표이사 부사장
- 2002 LG스포츠 대표이사 사장
- LG그룹 고문
- 2006.07.01 ~ 2018.06.30 : 제36~38대 부산 영도구청장(3선, 새누리당)

## 역대 선거 결과
|  | 54.25% |

|  | 63.58% |

|  | 58.24% |